# Viscosia brachylaimoides
Viscosia brachylaimoides är en rundmaskart som beskrevs av Benjamin G. Chitwood 1937. Viscosia brachylaimoides ingår i släktet Viscosia och familjen Oncholaimidae. Inga underarter finns listade i Catalogue of Life.